# Leandro Ramos
Leandro Ramos (21 de septiembre de 2000) es un deportista de Portugal que compite en atletismo. Ganó una medalla de plata en el Campeonato Europeo de Atletismo Sub-23 de 2021, en la prueba de lanzamiento de jabalina.